# Yukarıkamışlı, Elmadağ
Yukarıkamışlı là một xã thuộc huyện Elmadağ, tỉnh Ankara, Thổ Nhĩ Kỳ. Dân số thời điểm năm 2011 là 51 người.